# الظهار الاسفل (شبام كوكبان)

تعديل مصدري - تعديل

الظهار الاسفل هي إحدى قرى عزلة الأهجر بمديرية شبام كوكبان التابعة لمحافظة المحويت، بلغ تعداد سكانها 469 نسمة حسب تعداد اليمن لعام 2004.